# OS T5–T8
Die Baureihe OS T5–T8 waren U-Bahn-Triebwagen für den Oberleitungsbetrieb, die von AS Oslo Sporveier für die U-Bahn in der norwegischen Hauptstadt Oslo in den Serien T5 und T6 neu beschafft und in den Serien T7 und T8 aus vorhandenen Fahrzeugen der Serie T4 umgebaut wurden. Die Fahrzeuge wurden auf den westlichen Strecken der Stadt eingesetzt.

## Geschichte
1959 wurden zwei Einzelwageneinheiten mit der Bezeichnung T gebaut, die als Prototypen für die Osloer U-Bahn konzipiert wurden. Nach einem einjährigen Test wurden sie im Linienverkehr der Kolsåsbanen eingesetzt, wo sie bis 1983 im regulären Dienst blieben.
Nach den ab 1964 für die Strecken auf der Ostseite beschafften Fahrzeugen OS T1–T4 mit Stromschienenstromabnehmern wollten Oslo Sporveier auch auf den mit Oberleitungen elektrifizierten Strecken des Westnetzes modernere Fahrzeuge einsetzen.
Die ebenso allgemein verwendete Bezeichnung T1300 bezieht sich auf die gesamte Baureihe mit den 49 Fahrzeugen.
Die Neubaufahrzeuge sowie die Wagen der Serie T7 besitzen eine elektrische Widerstandsbremse, Magnetschienenbremsen, Druckluftscheibenbremsen und eine Handbremse an jedem Drehgestell. Die Wagen der Serie T8 erhielten keine Schienenbremsen. Mit selbsttätigen Scharfenbergkupplungen mit seitlichen Kontaktaufsätzen können alle Wagen der Serien T1 bis T8 gekuppelt werden.

## Serien

### T5, T6
Die Serien T5 (mit einem Führerstand) und T6 (mit zwei Führerständen) waren die ersten U-Bahnwagen für Fahrleitungsbetrieb, die zwischen 1978 und 1981 für die Strecken im Westen der Stadt beschafft wurden. Sie waren an jedem Wagenende mit einer automatischen Scharfenbergkupplung ausgestattet.
Beide Serien wurden nur mit Dachstromabnehmer geliefert und erst später mit Stromabnehmern für den Stromschienenbetrieb nachgerüstet.

### T7, T8
1985 bis 1987 wurden die zwischen 1976 und 1977 gebauten Wagen 1151, 1155, 1154, 1156, 1150, 1157, 1152, 1153, 1158 und 1159 der Bauart T4 in dieser Reihenfolge bei Strømmens Værksted in die Serie T7 umgebaut und  mit den neuen Betriebsnummern 1334 bis 1343 versehen.
1989 wurden nochmals die zwischen 1976 und 1977 gebauten Wagen 1160, 1161, 1147, 1149, 1162 und 1148, die ebenfalls aus der Lieferung T4 entstammten, in dieser Reihenfolge bei Strømmens Værksted in die Serie T8 umgebaut. Diese Wagen erhielten die Betriebsnummern 1344 bis 1349.
Die Wagen hatten vor dem Umbau nur Stromschienenstromabnehmer und erhielten je einen Dachstromabnehmer für den Einsatz unter der Oberleitung.

### Einsatz
Die Fahrzeuge wurden in den Wagenwerkstätten Avløs und Majorstuen beheimatet.
Bevor das östliche und das westliche Netz 1993 zusammengeführt wurde, fuhren die Wagen der Serien T5 bis T8 ausschließlich auf dem westlichen, die Wagen der Serien T1 bis T4 nur auf dem östlichen Netz. Nach 1993 wurden die westlichen Strecken nacheinander auf Stromschienenbetrieb umgebaut.
Nach der Auslieferung der Baureihe MX3000 wurde am 22. April 2010 der letzte Wagen zur Verschrottung abgefahren.

## Erhaltene Fahrzeuge
Die Wagen 1306, 1320 und 1335 sind erhalten geblieben. Ursprünglich war der Wagen 1328 bei der Schrottfirma Oppland metall, die alle anderen Fahrzeuge verschrottet hatte, zur Erhaltung vorgesehen. Er wurde jedoch im Winter 2012 ebenfalls zerlegt.

## Typenübersicht
| Serie | Nummer    | Baujahr   | Hersteller                        | Sitz- und Stehplätze | Bemerkungen                                            | Bezeichnung in norwegischer Literatur bis 1990 |
| ----- | --------- | --------- | --------------------------------- | -------------------- | ------------------------------------------------------ | ---------------------------------------------- |
| T5    | 1301–1318 | 1978      | Strømmens Værksted, AEG/EGA, NEBB | 70/110               | 1306 ist erhalten                                      | TV                                             |
| T6    | 1319–1333 | 1980–1981 | Strømmens Værksted, AEG/EGA, NEBB | 64/106               | Führerstand an beiden Enden, 1320 ist erhalten         | TVI                                            |
| T7    | 1334–1343 | 1975–1976 | Strømmens Værksted, AEG/EGA, NEBB | 63/117               | 1985–1987 aus T4 1150–1159 umgebaut, 1335 ist erhalten |                                                |
| T8    | 1344–1349 | 1975–1976 | Strømmens Værksted, AEG/EGA       | 57/117               | 1989 aus T4 1147–1149 und 1160–1162 umgebaut           |                                                |